# Ольшани (Свідницький повіт)
Ольшани (пол. Olszany, нім. Ölse) — село в Польщі, у гміні Стшеґом Свідницького повіту Нижньосілезького воєводства.
Населення — 931 особа (2011).
У 1975-1998 роках село належало до Валбжиського воєводства.

## Демографія
Демографічна структура станом на 31 березня 2011 року:
|          | Загалом | Допрацездатний вік | Працездатний вік | Постпрацездатний вік |
| -------- | ------- | ------------------ | ---------------- | -------------------- |
| Чоловіки | 461     | 82                 | 331              | 48                   |
| Жінки    | 470     | 83                 | 289              | 98                   |
| Разом    | 931     | 165                | 620              | 146                  |